# Parque Nacional Marinho de Penghu do Sul

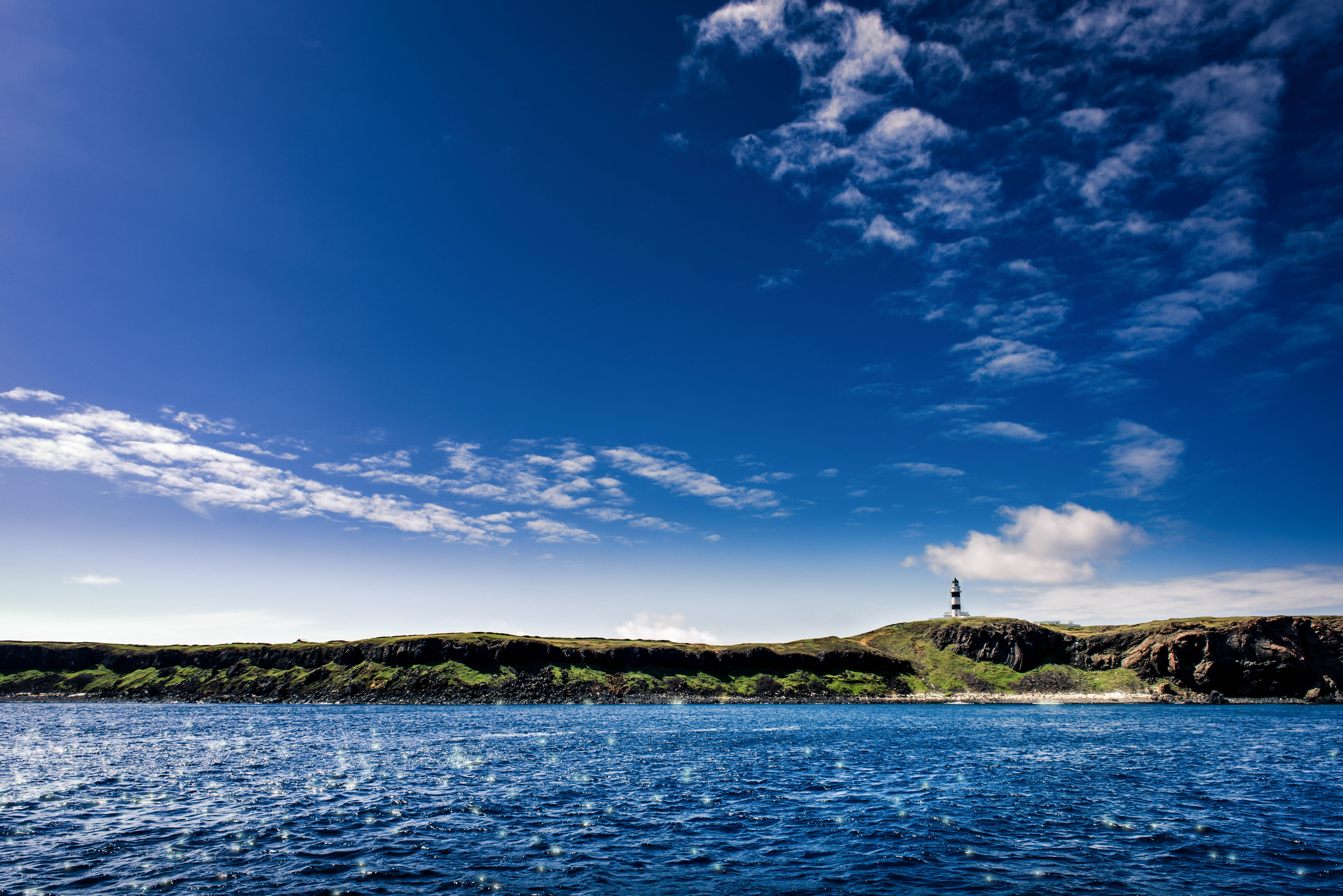
DongJi

O Parque Marinho Nacional de Penghu do Sul é um parque nacional de Taiwan no sul de Penghu. O parque compreende as ilhas de Dongjiyu, Xijiyu, Dongyupingyu, Xiyupingyu e muitas outras menores. É gerenciado pela sede do Parque Marinho Nacional de Taiwan.

## História
No passado, havia milhares de pessoas vivendo nas ilhas. Como a área tem pouco transporte e poucos empregos, a população diminuiu e agora existem apenas cerca de 50 pessoas.
Em 2008, o frio em Penghu causou a morte de muita vida marinha. A parte sul de Penghu foi menos afetada por estar em uma latitude mais baixa e mais quente. Uma das razões pelas quais o parque nacional foi estabelecido é que ele poderia abrigar muita vida marinha e se tornar um "banco de germoplasma" em Penghu.
A Reserva Natural de Basalto Colonial Penghu Nanhai, que abrange as ilhas de Dongjiyu, Xijiyu e outras menores, foi criada em 2008. O Parque Marinho Nacional de Penghu do Sul foi estabelecido em 8 de junho de 2014 e aberto no dia 18 de outubro de 2014.
A pesca é restrita em algumas áreas do parque. Alguns pescadores estão preocupados que as restrições afetem a pesca. A sede do Parque Nacional Marinho afirma que as restrições tornarão a pesca mais sustentável.

## Descrição
O Parque Marinho Nacional de Penghu do Sul está entre 23 ° 14 'e 23 ° 17' N e entre 119 ° 30 'e 119 ° 40' E. Está no município de Wang-an.
As ilhas têm uma forma basáltica, incluindo colunas basálticas. Existem casas abandonadas e alguns templos nas ilhas. Também existem paredes de pedra, chamadas "cai zhai", que foram usadas para proteger os vegetais dos ventos fortes. Há um farol em Dongjiyu. A "Caverna Azul" é uma caverna marítima em Xijiyu.

## Ecologia
Muitas espécies de aves migratórias, como as andorinhas-do-mar, visitam as ilhas. Um pequeno número de golfinhos e baleias menores retornou recentemente às águas, enquanto as baleias barbudas de tamanho grande ainda podem estar em grave perigo ou se extinguir regionalmente, como as baleias cinzentas, já que os fósseis descobertos a partir do parque se tornaram os primeiros registros das espécies aquáticas de Taiwan. Existem recifes de coral e muitos tipos de animais marinhos. 254 espécies de peixes foram registradas, incluindo 28 espécies recém-descobertas. Existem 154 espécies de corais. Também existem plantas aquáticas. Parte do fluxo quente de Kuroshio flui para Penghu, sustentando a vida marinha.
Desde 2010, a sede do Parque Nacional Marinho e algumas outras organizações inspecionaram os recifes de coral e removeram as estrelas-do-mar de coroa de espinhos que comem corais. Em 2014 e 2015, não havia grandes populações desse tipo de estrelas do mar. Não está claro se isso foi causado pela eliminação ou pelo ciclo de vida da estrela do mar.